# Sis dies de Castelgomberto
Els Sis dies de Castelgomberto era una cursa de ciclisme en pista, de la modalitat de sis dies, que es corria a Castelgomberto (Itàlia). Només es disputà primera edició el 1974.

## Palmarès
| Any  | Primers                      | Segons                       | Tercers                    |
| ---- | ---------------------------- | ---------------------------- | -------------------------- |
| 1974 | Marino Basso · Dieter Kemper | Franco Bitossi · Léo Duyndam | Felice Gimondi · Sigi Renz |